# قلاب برمنغهام
قلاب برمنغهام هو سلالة من الحمام الدوار المستأنس الذي نشأ في برمنغهام ، إنجلترا . تم انتاجها عن طريق التربية الانتقائية ، لقدرتها على القيام بشقلبات سريعة للخلف أثناء الطيران. 

## حركة الدوران
من غير المعروف سبب شقلبة قلاب برمنجهام والحمام الأخر، على الرغم من أنه من الصحيح أن الطيور تقوم بعمل شقلبات للخلف أثناء الطيران، إلا أن الأسباب الدقيقة العصبية المؤدية لهذا السلوك لا تزال غير معروفة.
هذا الطائر يمتلك انحناء وراثي للقيام بحركة الانقلاب إلى الوراء، بفضل تدريب مناسب، ونظام غذائي ملائم، وممارسة رياضية. يمكن أن تكون الدورات سريعة جدًا بحيث يبدو الطائر وكأنه كرة من الريش تتساقط نحو الأرض. يستعيدون توازنهم ويعودون إلى القافلة الخاصة بهم، والتي تسمى "كيت" في المنافسات. تستمر الحمامة في تنفيذ الأكروباتيات نفسها بتردد ثابت، وغالبًا ما يقومون بها بشكل متزامن مع طيور أخرى في القافلة. يتم تحديد التكرار والعمق والأسلوب وسرعة اللفة والزاوية من خلال تربية دقيقة ومنهجية. يتم تحديد وقت الطيران وارتفاع الطيران واستجابتهم لأوامر المدرب من خلال تدريب صارم ونظام غذائي، إلى جانب الروتين اليومي المنتظم.
وصف أحد مربي الحمام الشهير، ويليام بنسوم ، الحركة على النحو التالي: 
كانت هناك دراسات علمية حديثة عن الحمام الدوار، بما في ذلك طريقة الوراثة  وتحليل فيديو عالي السرعة للحركات المحددة التي تنطوي عليها الدحرجة والتدحرج في الحمام.  باختصار، التدحرج والتدحرج أثناء الطيران أو على الأرض هما نفس الظاهرة وراثيًا، لكنهما يختلفان في المدة، وبالتالي طول التدحرج أو التدحرج. المثال الأكثر تطرفًا للتدحرج أثناء الطيران هو "التدحرج إلى الأسفل"، وفي هذه الحالة سيتقلب الطائر على الأرض من أي ارتفاع، وعلى الأرض، ستتدحرج أسطوانة الصالة، التي لا يمكنها الطيران على الإطلاق، ويشقلب إلى الخلف (أو لفات) في كل مرة يحاول فيها الطيران.
لم يتم تحديد السبب المحدد لظاهرة الدوران بعد، لكن تحليل الفيديو عالي السرعة لبكرات الصالون أثناء الحركة يظهر أن رؤوسهم تتجه للخلف وذيلهم للأعلى عندما يرفعون أجنحتهم، وهو عكس ما يفعله الحمام العادي تمامًا. القيام به في محاولة الطيران. 

## سلالات مشابهة
"قلاب بيرمنغهام" له نوعان، نوع يستخدم في الطيران ونوع يستخدم في العروض. يتم تربية الأنواع المستخدمة في العروض بحجم أكبر من الأنواع المستخدمة في الطيران. هناك سلالة مشابهة تسمى "قلاب بارل" وهي تشبه قلاب البيرمنغهام، لكنها لا تستطيع الطيران؛ بدلاً من ذلك، تقوم بالدوران إلى الوراء وتقلب نفسها على الأرض على مسافة طويلة. الـ "أورينتال رولرز" هي طيور أداء جوي أخرى وتأتي في العديد من الألوان المختلفة.

## أنظر أيضا
- قائمة سلالات الحمام
- حمام
- حمام الزاجل
- حمام قلاب
- قلاب جالاتز

## روابط خارجية
- دليل سلالات حمام برمنغهام رولر - Pigeonpedia
- نادي برمنغهام رولر الوطني
- الحمام الدوار لريك مي